# Extraits des procès-verbaux des séances de la Société Philomatique de Paris
Extraits des procès-verbaux des séances de la Société Philomatique de Paris (abreviado Extr. Procès-Verbaux Séances Soc. Philom. Paris) fue una revista con ilustraciones y descripciones botánicas que fue editada en Francia por la Société Philomatique de Paris. Se publicó desde el año 1836 hasta 1863. Fue precedida por Nouveau bulletin des sciences, publié par la Société Philomatique de Paris y reemplazado por Bulletin de la Société Philomatique de Paris.

## Publicación
- sér. 5, vols. 1–28, (1836–63), [1837]–63.